# Trosa havsbad

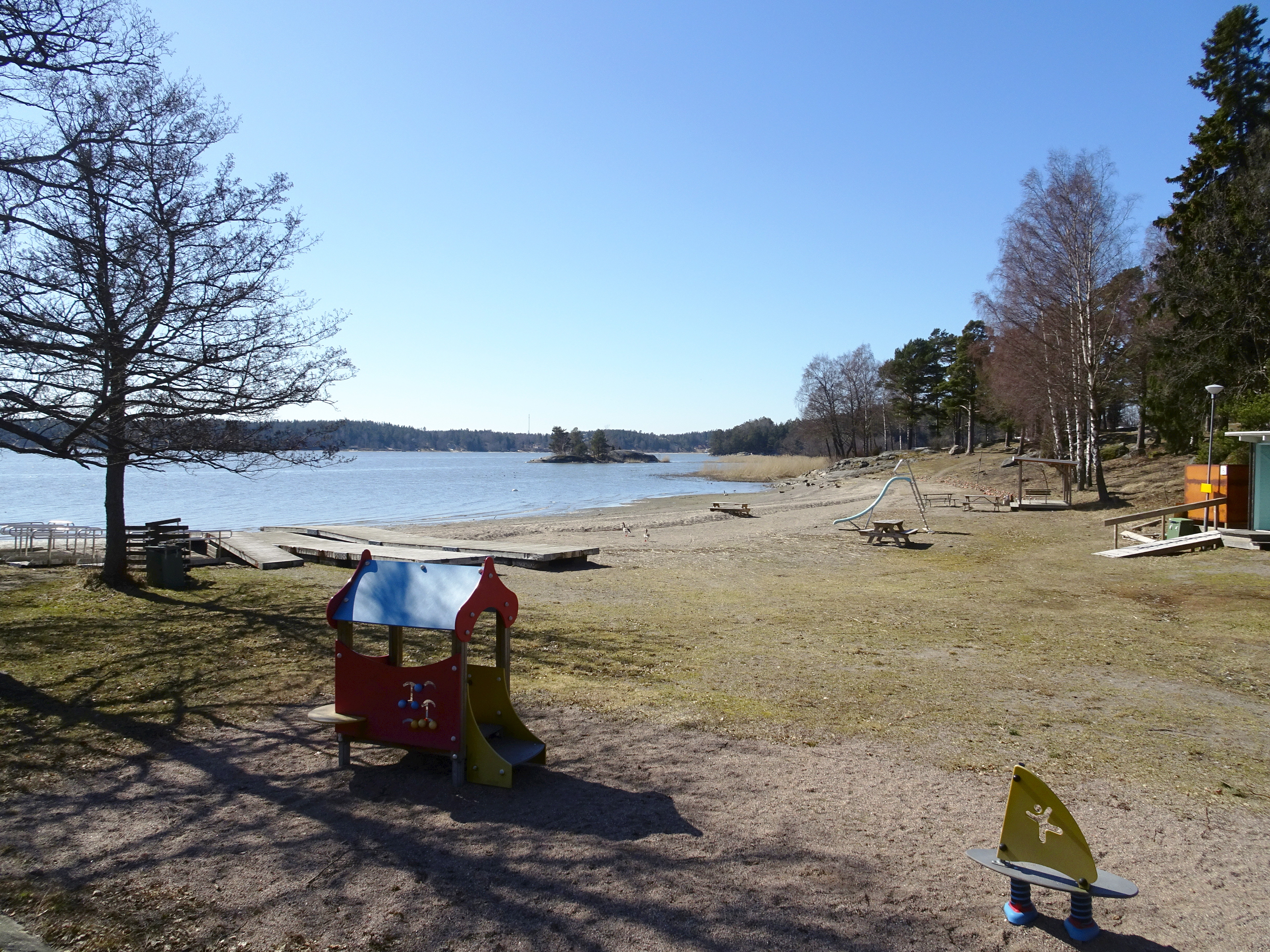
Stranden i april 2018.

Trosa havsbad är ett strandbad i Östersjön som ligger på ön Öbolandet, strax söder om Trosa. 

## Beskrivning
På 1950-talet anlades en badplats vid Rävudden på Öbolandets sydligaste del. Samtidigt planlades Öbolandets bebyggelse som skulle utgöras av fritidshus. Ön fick då även en fast vägförbindelse med fastlandet.
Anläggningen har växt sedan dess och förfogar idag över en cirka 90 meter lång sandstrand och ett klippbad samt över en campingplats med 230 platser och elva hyrstugor samt båt- och kanotuthyrning. Till övriga inrättningar hör bland annat toaletter, bryggor, lekplats, hopptorn, minigolf, servering och butik.

## Bilder

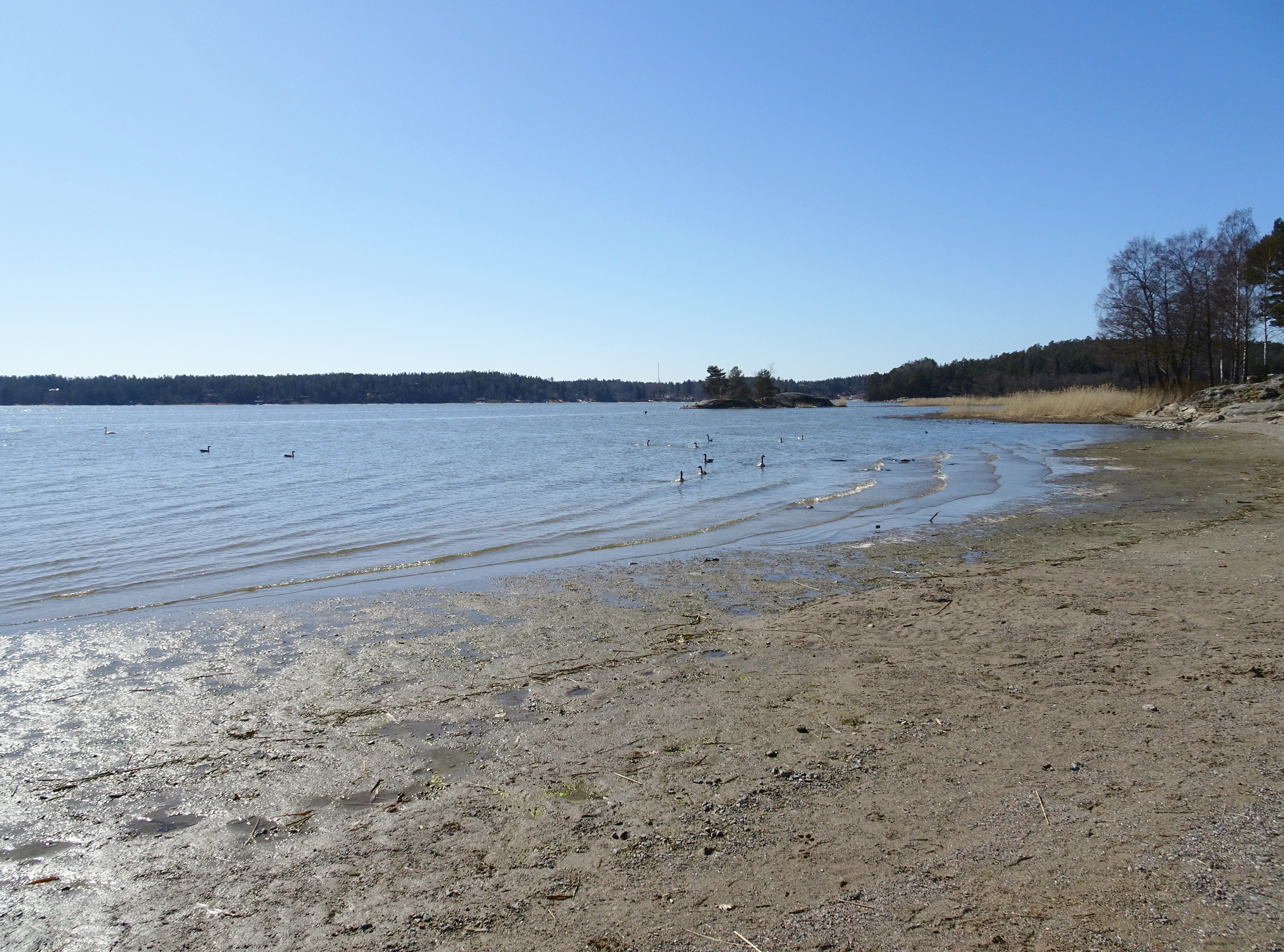
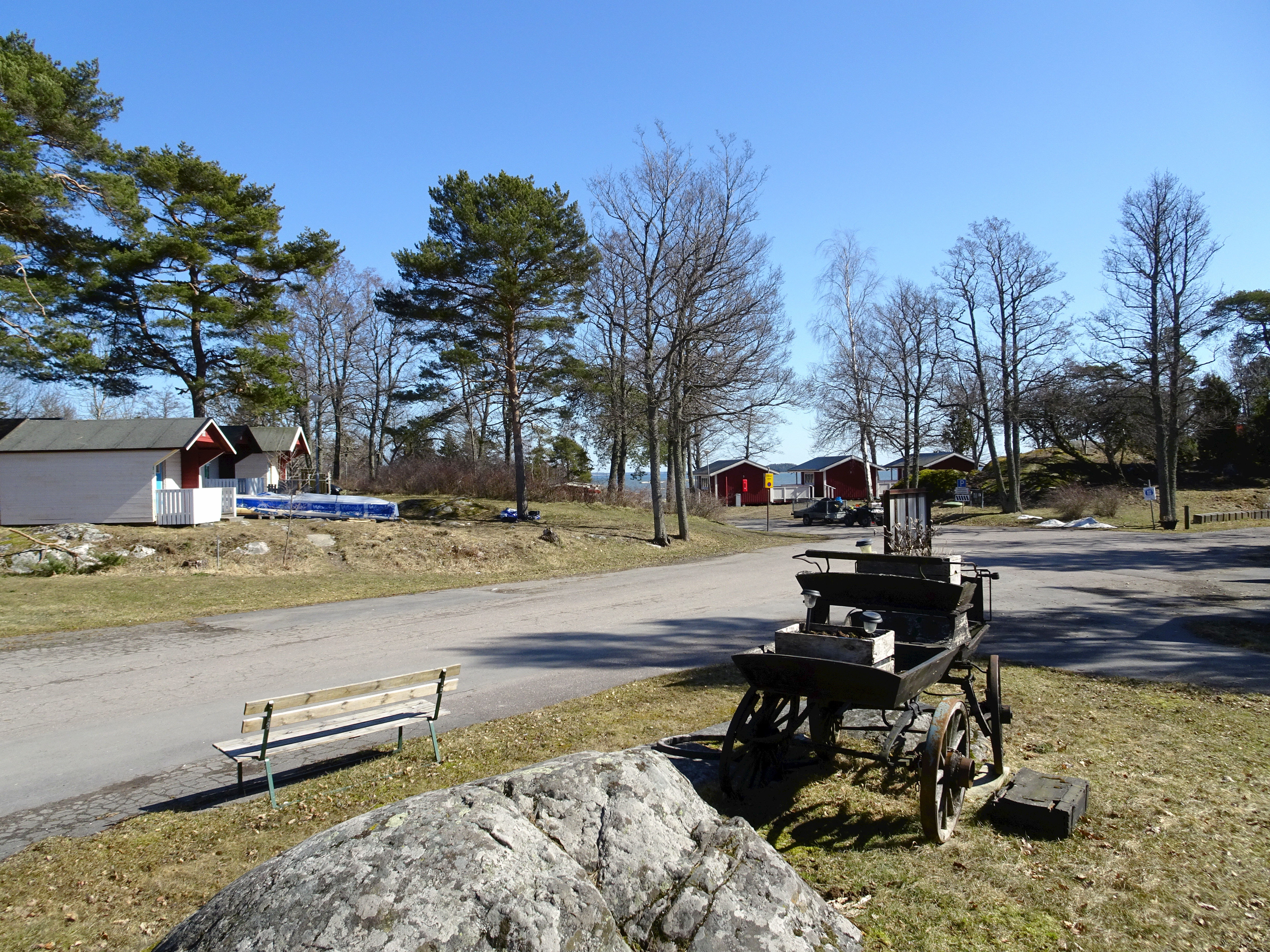
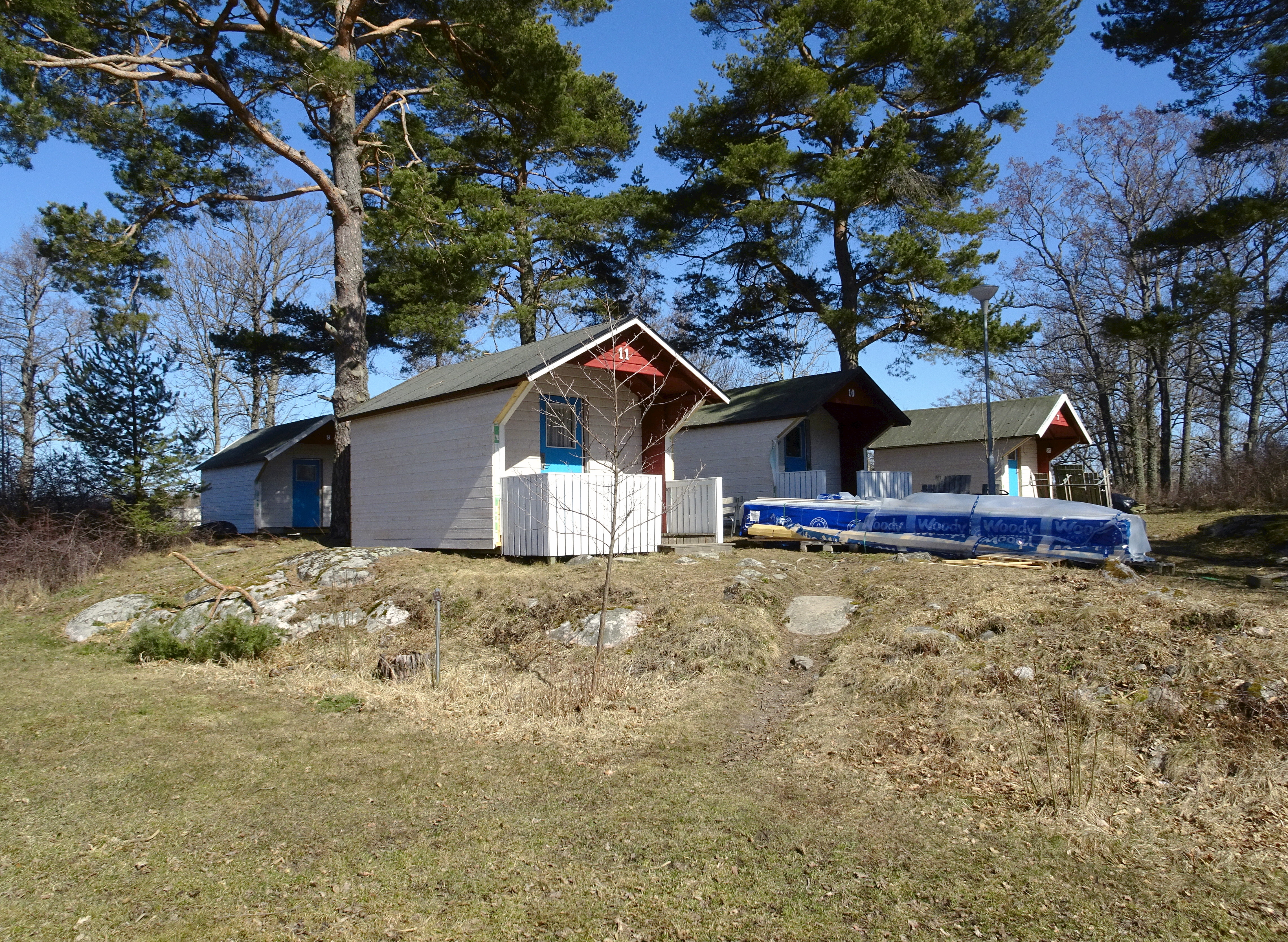
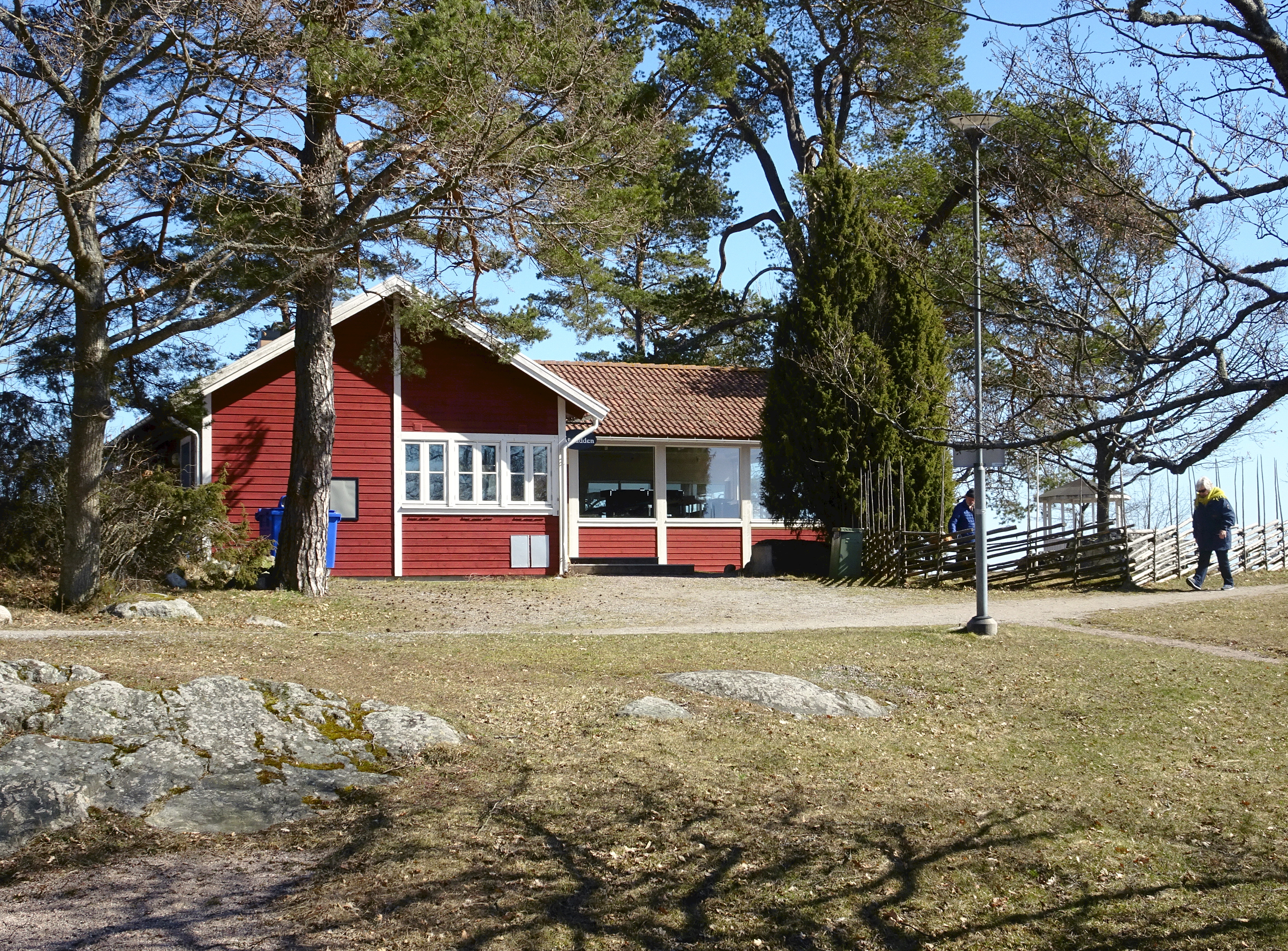